# Xã Indian Grove, Quận Livingston, Illinois
Xã Indian Grove (tiếng Anh: Indian Grove Township) là một xã thuộc quận Livingston, tiểu bang Illinois, Hoa Kỳ. Năm 2010, dân số của xã này là 4.297 người.